# Herbert Leuninger

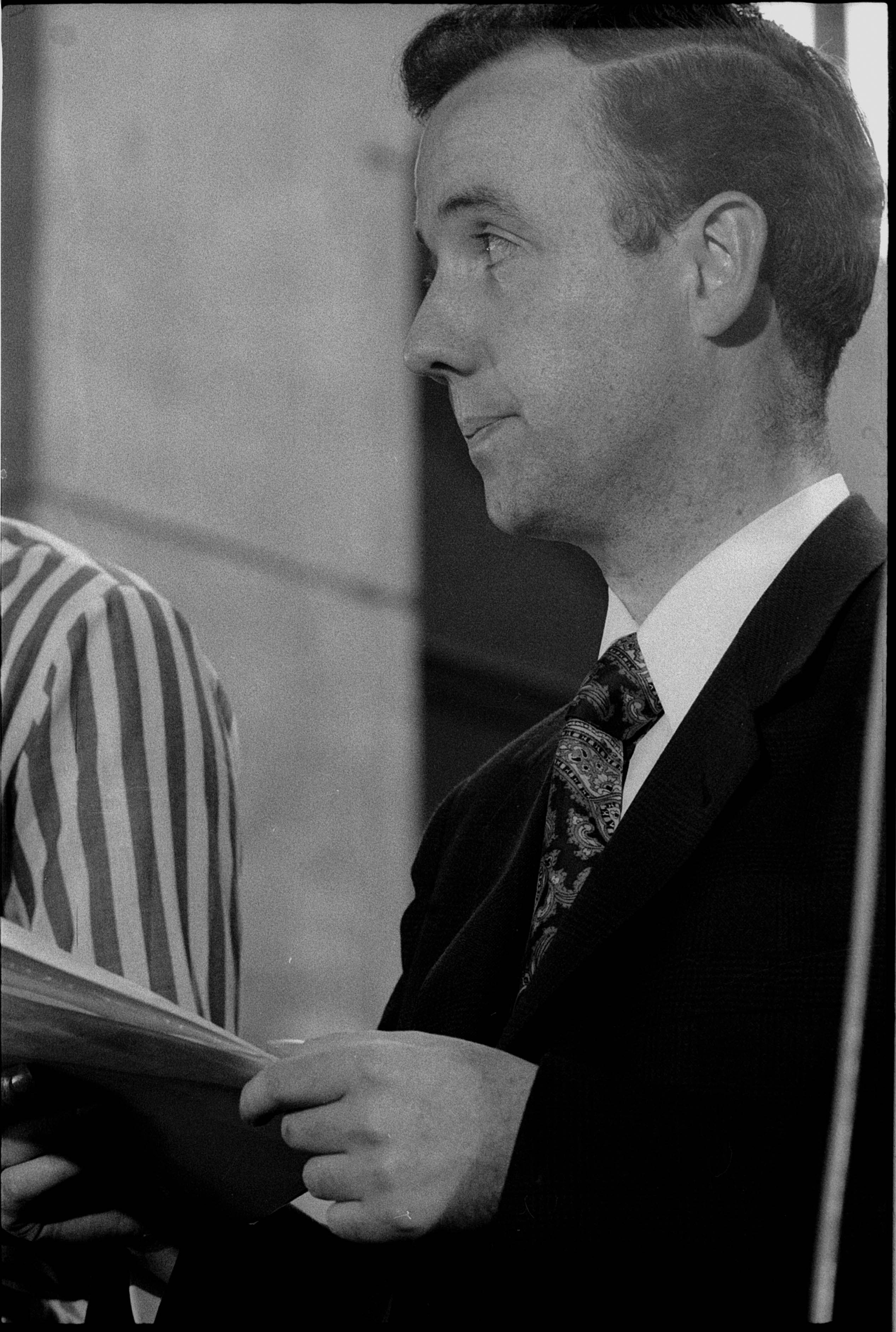
Herbert Leuninger, 1971

Herbert Leuninger (* 8. September 1932 in Köln-Ossendorf; † 28. Juli 2020 in Limburg an der Lahn) war ein deutscher römisch-katholischer Geistlicher und Menschenrechtler.

## Leben
Herbert Leuninger war das mittlere von drei Kindern von Alois und Elisabeth Leuninger aus Mengerskirchen aus dem Westerwald; sein Bruder Ernst Leuninger war ebenfalls katholischer Priester und Theologe. Sein Onkel Franz Leuninger war ein christlicher Gewerkschafter und Widerstandskämpfer gegen das NS-Regime, der am 1. März 1945 im Strafgefängnis Berlin-Plötzensee erhängt wurde.
Leuninger studierte nach seinem Abitur am Gymnasium Weilburg Philosophie und Theologie und empfing am 8. Dezember 1958 im Limburger Dom die Priesterweihe. Nach seinem Seelsorge-Praktikum in Frankfurt-Nied war er von 1959 bis 1970 als Kaplan in Oberlahnstein, an St. Antonius in Frankfurt am Main und als Pfarrer in Kriftel tätig. 1970 wurde er Jugendpfarrer im Bezirk Main-Taunus. 1971 initiierte er in Hofheim am Taunus das umstrittene Mess-Festival, das zu seiner Versetzung ins Bischöfliche Ordinariat führte. Von 1972 bis 1992 war Leuninger Migrationsreferent des Bischofs von Limburg. Er war Europareferent und Vorstandsmitglied des Europäischen Flüchtlingsrates mit Sitz in London.
1986 war er in Frankfurt am Main zusammen mit Jürgen Micksch und anderen einer der Mitbegründer der Menschenrechtsorganisation für Flüchtlinge Pro Asyl, deren Sprecher er bis 1994 sowie Europareferent von 1994 bis 1998 war.
Leuninger hat zahlreiche Publikationen insbesondere zu Kirche und Theologie, Integration, Fremdenfeindlichkeit, multikultureller Gesellschaft sowie zum Asylrecht in Deutschland und Europa veröffentlicht.

## Ehrungen und Auszeichnungen
- 1991: Wilhelm-Leuschner-Medaille des Landes Hessen
- 1998: Walter-und-Marianne-Dirks-Preis; gemeinsam mit seinem Bruder Ernst Leuninger